# Francisco Javier de Lizana y Beaumont
Don Francisco Javier de Lizana y Beaumont, född den 12 juni 1749, död den 6 mars 1815, var ärkebiskop av Mexiko och vicekung av Nya Spanien (från den 19 juli 1809 till den 8 maj 1810).